# أونو ساتوشي
أونو ساتوشي (大野 智 Ōno Satoshi?) (مواليد 26 نوفمبر 1980) هو آيدول ياباني ،مغني وممثل ،قائد فرقة الشبان اليابانية آراشي

## روابط خارجية
- أونو ساتوشي على موقع IMDb (الإنجليزية)
- أونو ساتوشي على موقع ميوزك برينز (الإنجليزية)
- أونو ساتوشي على موقع قاعدة بيانات الفيلم (الإنجليزية)